# Gavriil Popov (compositeur)
Pour les articles homonymes, voir Gavriil Popov.
Gavriil Nikolaïevitch Popov (en russe : Гавриил Николаевич Попoв) est un compositeur soviétique né le 12 septembre 1904 à Novotcherkassk et mort le 17 février 1972 à Repino.
Il étudie au Conservatoire de Saint-Pétersbourg de 1922 à 1930 avec Maximilian Steinberg. Il est considéré comme aussi talentueux que son contemporain Dmitri Chostakovitch ; ses œuvres de jeunesse, en particulier le septuor (ou symphonie de chambre) pour flûte, trompette, clarinette, basson, violon, violoncelle et basse, et sa Symphonie nº 1 (en) (op. 7, interdite immédiatement après sa création en 1935, et jamais rejouée de sa vie), témoignent non seulement d'une maîtrise certaine mais aussi de l'originalité et de l'audace du jeune compositeur. Sa musique déplait aux autorités et, en 1936, il commence à écrire dans un style plus conservateur pour tenter de réfuter les accusations de formalisme. En dépit de son alcoolisme, Popov écrit de nombreuses pièces pour orchestre, dont six symphonies. La plupart de ses compositions, écrites selon les recommandations du système soviétique, célèbrent la vie en URSS et les héros du communisme, par exemple, sa symphonie n° 4 intitulée « Honneur de la patrie », ou un poème-cantate titré « Honneur à notre parti ». Celles que l'on connaît montrent cependant une force créatrice quasi-intacte : invention mélodique et instrumentale vivace, profondément enracinée dans la musique populaire russe, souffle orchestral flamboyant, sens de la grande forme, comme en témoigne la vaste symphonie n° 3 pour grand orchestre à cordes. La symphonie n° 6 « Festive » laisse percer une ironie grandiose, cinglante et désespérée. Popov écrivit de nombreuses musiques de films, dont celles du Pré de Béjine et Tchapaïev.
L'artiste repose au cimetière Golovinskoïe.

## Œuvres (liste partielle)

### Musique orchestrale
- Suite Symphonique nº 1 (1933)
- Symphonie nº 1, Op. 7 (1935)
- Poème-Concerto pour violon et cordes, Op. 17 (1937)
- Concerto pour violon
- Divertimento Symphonique, Op. 23 (1938)
- Concerto pour piano, Op. 24
- Suite Hispania, Op. 28
- Intermezzo Héroïque, Op. 25
- Symphonie nº 2 "Patrie", Op. 39 (1943)
- Symphonic Aria for Cello et Orchestre, Op. 43 (1946)
- Symphonie nº 3 "Héroique", ou "Espagnole", Op. 45
- Concerto pour violoncelle, Op. 71 (1953)
- Symphonie nº  5 "Pastorale", Op. 77 (1956)
- Symphonie nº 6 "Festive", Op. 99 (1969)
- Concerto pour orgue (1970)
- Ouverture pour Orchestre
- Symphonie nº 7 (non achevée)

### Musique de chambre
- Symphonie de chambre (Septuor), Op. 2 (1927)
- Concertino pour violon et piano, Op. 4
- Song pour violon et piano, Op. 6A
- Octuor, Op. 9
- Sérénade pour cuivres, Op. 26
- Mélodie pour violon et piano, Op. 35
- Symphonie pour quatuor à cordes, Op. 61 (1951)
- Quintette pour flûte, clarinette, trompette, violoncelle et contrebasse (1958)

### Piano
- Deux Pièces, Op. 1 (1925)
- Images
- Jazz Suite, Op. 5
- Grand Suite, Op. 6
- Two Mazurka-Caprices, Op. 44
- Two Children's Pieces, Op. 46 (1946)
- Two Pieces (1947)
- Two Fairytales, Op. 51 (1948)
- Three Lyric Poems, Op. 80 (1957)

### Opéras
- The Iron Horseman (1937)
- King Lear (1942)
- Alexander Nevsky (inachevé)

### Musique Chorale
- The Red Cavalry Campaign
- À la Victoire, cantate (1944)
- Our Homeland, suite pour chœur d'enfants Op. 50 (1948)
- Chanson Cosaque Comique, Op. 52
- Symphonie nº 4 "Gloire à la Patrie", Op. 47 (1949)
- Everything that is Beautiful in Life, Op. 54
- O You Fields, pour voix et chœur de femmes, Op. 56
- Poème Héroïque pour Lénine, cantate d'après Konashkov Op. 58 (1950)
- Paix au Peuple, d'après Filatov
- Tsimlyanskoye Sea, Op. 64 (1951)
- Trois Chœurs, Op. 66 (1952)
- Honneur au Parti, d'après Mashistov
- The Communist, Someone Like You and Me, d'après Rustam
- The Birch and the Pine, Op. 92 (1960)
- Cinq Chœurs Cosaques, Op. 93 (1961)
- The Eagle's Family, Op. 94
- Jour de printemps, Op. 95
- Cinq Chœurs d'après Pouchkine, Op. 101 (1970)

### Musique Vocale
- Trois Vocalises pour Voix et Piano, Op. 3
- Two Lyrical Settings de Pouchkine, Op. 22
- Deux Romances d'après Levashov, Op. 48 (1948)
- Moskva, Op. 49

### Musique de Film
- The New Motherland (1932)
- Island of Doom (1933)
- A Severe Young Man (1934)
- Chapaev (1934)
- Call to Arms (1936)
- Bezhin Meadow (1937)
- The First Horse (1941)
- Once at Night (1941)
- She Defends the Motherland (1943)
- Front (1943)
- The Turning Point (1945)
- The Great Force (1951)
- Zvanyy Uzhin (1953)
- Partisan Children (1954)
- Unfinished Story (1956)
- Baltic Glory (1957)
- Poem of the Sea (1959)
- Chronicle of Flaming Years (1961)
- The Cossacks (1961)
- Dinner Time (1962)
- The Tale of Tsar Saltan (1966)
- The Enchanted Desna (1968)